# Arabe salétin
L'arabe salétin, ou encore parler citadin salétin (PCS), est un ancien parler régional pratiqué dans la ville de Salé, au Maroc. Il est encore parlé par quelques milliers de descendants des anciennes familles de Salé. Parler non hilalien proche du rbati, du parler de Fès ou encore de celui de Tétouan, on y trouve des tournures propres à l'arabe andalou. En effet, les immigrations successives qui ont marqué l'histoire de la ville et sa culture ont également laissé leur empreinte dans l'arabe parlé dans la ville. 

## Origines et histoire
L'arrivée de certains Andalous puis Morisques expulsés d'Espagne à Salé a beaucoup influencé le parler de l'époque. On trouve ainsi des emprunts à l'espagnol ou au turc (expliqué par la venue de certains corsaires ottomans). Les tournures issues de l'arabe andalou y sont particulières ; elles ont tendance à féminiser, enjoliver ou utiliser des diminutifs pour les mots : On a ainsi « chjira » pour « chajara » (arbre), « tfifha » pour « touffaha » (pomme). Ce parler s'est façonné au fil du temps jusqu'à créer un propre dialecte à la ville que l'on entend toujours au bout de la langue des « purs Salétins »,.

## Proverbes et dictons salétins
- « Adat bouk, ma yghelbouk! » : Suivez la manière de vivre de votre père, et personne ne vous dominera [3] !
- « Herfat bouk ma yghelbouk! » : Continuez le métier de votre père, et on ne vous dominera pas[4] !
- « Yetqadda mal jeddou, w-tebqa sen'at yeddou! » : Il a gaspillé la richesse de son ancêtre, mais il sait encore se servir de son savoir-faire[4] !
- « La l'-hanna 'and l-hajjamine wla l-hiyaka fadiline » : Les barbiers n'ont pas la pitié et les tisserands ne sont pas nobles [5].
- « Hejra f l-hitt khir men yaqouta f l-khitt »: Une pierre dans un mur est préférable à un rubis au bout d'une ficelle [6].
- « Fals men aj-jawi yebakhkher Sla » : Un sou de benjoin parfume Salé [7].
- « Li chtif sfer ou lawi taârfou slaoui » : Proverbe taquin rbati "Si tu vois quelque chose de jaune (dans le sens de pâle) et de mou, tu sauras alors qu'il est de Salé"
- Slawiyin ki Hmaqou maâ laâsser : Les Slaouis deviennent fous après la prière d'Al-'Asr (car les habitants devaient se presser de rentrer à l'intérieur de la médina avant la fermeture des portes sous peine de passer la nuit en dehors de la ville)
- « Law sara an-Nahrou Haliban wa ar-Ramlou Zabiban ma sara assalaoui li arribati habiban » : Proverbe taquin slaoui: "Même si le fleuve se change en lait (en parlant du Bouregreg) et le sable en raisins, jamais le slaoui et le rbati ne se serreront la main".
- « Ahlou Sala ahlou bala, manaqirouhoum min 7adid you'douna an-Nass min Ba'id » : Proverbe taquin rbati : "Les Gens de Salé sont maudits, leurs becs sont de fer, ils peuvent te faire du mal même de loin"

## Liste de mots salétins plus ou moins courants
| M \| \| ot Salétin                   | ! Équivalent marocain                    | Étymologie                                                                                                  | Signification | Réf.  |
| ------------------------------------ | ---------------------------------------- | --- | --- | ----- |
| Achbar (أشبار)                       |                                          | Emprunté de l'espagnol « aspillera »                                                                        | Ouverture pratiquée dans une muraille défensive pour permettre l'observation et l'envoi de projectiles |       |
| Alfrnatchi (الفرناطشي)               |                                          | Personne qui s'occupe fourneau                                                                              | |       |
| Almiranté (الميرانطي)                | Amiral (لاميرال)                         | Emprunté de l'espagnol « almirante » lui-même emprunté de l'arabe « amir al-bahr », « le prince de la mer » | Amiral |       |
| Awliaâ (pl. de wali) (اولياء)        |                                          | | Saints |       |
| Bazboz (بزبوز)                       | Robinet (الرّوبيني)                       | | Robinet |       |
| Bertal (برطال)                       | Farkh (فرخ), Tir (طير)                   | (littéralement oiseau                                                                                       | Petite chambre au rez-de-chaussée |       |
| Biba (بيبَ)                           | Yahya (يحيى ), iεich (يعيش), Lεez (العز) | Emprunté de l'espagnol « viva »                                                                             | Vive ! (interjection) |       |
| Bueno (بوينو)                        | Zwin (زوين)                              | Emprunté de l'espagnol « bueno »                                                                            | Bien, bon |       |
| Chiliya (شيلية)                      | Kursi (كرسي)                             | De l'espagnol « silla »                                                                                     | Chaise |       |
| Chkiyf (اشقايف)                      |                                          | Emprunté de l'espagnol « esquife »                                                                          | Bateau propulsé à la rame ou à la pagaie |       |
| Choumij (شوميج)                      | qamija (قاميجة)                          | | Chemise |       |
| Chneq (شنق)                          | sedd (سد)                                | | fermer |       |
| Deffa (دفة)                          | Bab (باب)                                | | Porte |       |
| Derboz (دربوز)                       |                                          | | Balcon donnant une vue sur le patio |       |
| Douida (دويدة)                       | Cheεria (الشعرية)                        | | vermicelles |       |
| Dwira (دويرة)                        | Kuzina (الكوزينا)                        | | Cuisine | [ 8 ] |
| el-Qli (القلي)                       | Chebakia (الشباكية)                      | | Gâteau marocain connu sous le nom Chebakia ou (mkharqa) |       |
| el-Behrar (البحرار)                  | Buzrug (بوزروڭ)                          | | Moule |       |
| Es-Scuila (سكويلا)                   | Medrasa (المدرسة)                        | de l'espagnol Escuela                                                                                       | École |       |
| Fettech (فتش)                        | qelleb (قلًب)                             | | Chercher |       |
| Falta (فالطا)                        | Ghlta (غلطة)                             | de l'espagnol Falta                                                                                         | Faute |       |
| Falso (فالصو)                        | Ghalet (غالط)                            | de l'espagnol Falso                                                                                         | Mauvais |       |
| Fichka (فيشكة)                       | ferchita (فرشيطة)                        | | Fourchette |       |
| Guedoual (ڭدوال)                     | Kiss (كيس)                               | | Gant de Hammam |       |
| Hami (حامي)                          | Skhun (سخون)                             | | Chaud |       |
| Heddara (حضّارة)                      | Meεruda (معروضة)                         | | Invité(e), connotation péjorative signifiant un désintéressement total de ce qui se passe. |       |
| Houz (حوز)                           | Khebi (خبّي)                              | | Ranger ou cacher |       |
| Hithelli (حيتهْلِّي)                    | Men zhar li (من الزهر اللّي)              | | Heureusement que |       |
| Jber (جْبَر)                           | Lqa (لقا)                                | | Trouver |       |
| Khay (خاي)                           | Khuya (خويا)                             | | frère |       |
| Khellef (خْلّْف)                        |                                          | | Marche rapidement |       |
| Khiyar (خيار)                        | Bsa7 (بصاح)                              | | Ah bon ! |       |
| Lemchareb (pl. de Mcharba) (المشربة) | Zlafa (زلافة)                            | de l'arabe charb (boire), littéralement traduit par : l'outil dans lequel on boit                           | Bol (pour souper notamment) |       |
| Lmekhtaf (المخطاف)                   |                                          | | Crochet |       |
| Lichir / Lichira (ليشير / ليشيرة)    | Weld (ولد)/ Bent (بنت)                   | | Fils / Fille |       |
| Mahsour (محصور)                      |                                          | | Costume de barcassier | [ 9 ] |
| Manéra (منيرة)                       |                                          | de l'espagnol Manera                                                                                        | Manière |       |
| Mankhar (منخار)                      | Nif (نيف)                                | | Le Nez |       |
| Maristan (ماريستان)                  | Sbitar (السبيطار)                        | | Caravansérail ou hôpital | [ 9 ] |
| Matbetach (ماتبطاشي)                 | Matεtelch (ماتعطلش)                      | | Ne sois pas en retard |       |
| Melhoune (ملحون)                     |                                          | | Musique traditionnelle populaire | [ 9 ] |
| Meshut (مسهوت)                       | εian bezzaf (عيان بزّاف), meqtul (مقتول)  | | Très fatigué |       |
| Metεun (مطعون)                       | kaεi (كاعي) / Mεasseb (معصّب)             | | Enervé |       |
| Mezrak (مزراڭ)                       |                                          | | Issue de secours |       |
| Mektoub (مكتوب)                      | Jib (الجِّيبْ)                              | | La poche |       |
| Mkhizen (مخيرن)                      |                                          | | Petite chambre se trouvant dans la cuisine où tous les achats d'alimentation sont conservés |       |
| Mlih (مليح)                          | Zwin (زوين)                              | | Bien, bon. Un produit est dit «mlih» s'il est de bonne qualité. Les pays du Moyen-Orient (principalement la Syrie, la Palestine et le Liban) utilisent la même expression mais en remplaçant la lettre l par la lettre n; ce qui donne «mnih») |       |
| Mmerteq (مّْرْتْق)                       | Fazeg (فازڭ)                             | | Trempé |       |
| Mnekked (منكّد)                       |                                          | | Triste |       |
| Mouloud (مولد)                       | Milud (ميلود)                            | | Naissance du Prophète |       |
| Mowachahat (موشحات)                  |                                          | | Poésies andalouses | [ 9 ] |
| Motaε (مطاع)                         | Blassa (بلاصة)                           | | Place |       |
| Mtewwel (متول)                       | Mqad (مقادّ)                              | | Droit et élégant |       |
| Nbeh (نبح)                           |                                          | | Couloir à l'étage |       |
| Qamija (قاميجة)                      | Tricou (طريكو)                           | | Tricot |       |
| Qissaria (قيسارية)                   |                                          | | Bazar ou grand souk |       |
| Qyele (قْيّْلْ)                          |                                          | | Passer la journée |       |
| Rdoma (رضوما)                        | qerεa (قرعة)                             | | Bouteille |       |
| Rekayeb (ركايب)                      | Khruq (الخروق)                           | | Les couches du bébé |       |
| Rfed (رفد)                           | Hezz (هزّ)                                | | Soulever ou enlever |       |
| Sania (سانية)                        |                                          | | Jardin fleurissant, munis d'une seqqaya (fontaine) |       |
| Seqsi (سقصي)                         | Sewwel (سوّل)                             | | Demander |       |
| Setwan (سطوان)                       |                                          | | Hall | [ 9 ] |
| Skalla (اسقالة)                      |                                          | | Bastion fortifié du XVIIIe siècle | [ 9 ] |
| Skellera (سكليرة)                    | Fedrij (فدريج)                           | | Moucharabieh |       |
| Smiqli (صميقلي)                      | Lberd (البرد), Lkezz (الكزّ)              | | Froid |       |
| Solo (صولو)                          | Bu7du (بوحدو)                            | Emprunté de l'espagnol « Solo »                                                                             | Seul |       |
| Sqali (صقلي)                         |                                          | Déformation de « Sicilien »                                                                                 | fils argentés ou dorés | [ 9 ] |
| Swirti (السويرتي)                    | Zher (الزهر)                             | Emprunté de l'espagnol « Suerte »                                                                           | Chance |       |
| Temrita (تمريتة)                     | Tammara (تمّارة), Teεdiba (تعذيبة)        | | Galère |       |
| Tenka (تنكة)                         | Sendala (صندالة)                         | | Sandales |       |
| Tobjia (طوبجيا)                      |                                          | | Soldat ou fantassin |       |
| Tεayelli (تعايلي)                    | imken (يمكن), waqila (واقيلا)            | | Peut-être |       |
| Wast addar (Bouzedar) (وسط الدار)    |                                          | | Patio d'une grande maison | [ 9 ] |
|                                      |                                          | | |       |